# Samuel Chukwueze
Samuel Chimerenka Chukwueze (Umuahia, 22 mei 1999) is een Nigeriaans voetballer die doorgaans als vleugelspeler speelt. Hij verruilde Villarreal CF in juli 2023 voor AC Milan. Chukwueze debuteerde in 2018 in het Nigeriaans voetbalelftal.

## Clubcarrière
Villarreal CF scoutte Chukwueze in 2017 bij de Nigeriaanse Diamond Football Academy. Hij debuteerde op 15 april 2018 in het tweede elftal van de Spaanse club. Zijn debuut in het eerste volgde op 20 september 2018, in een wedstrijd in de UEFA Europa League tegen Rangers. Chukwueze debuteerde op 5 november 2018 in de Primera División, tegen UD Levante. Hij maakte op 1 november 2018 zijn eerste treffer voor Villarreal, in een bekerduel tegen UD Almería.
Chukwueze speelde vijf jaar voor Villarreal. Na een moeilijk eerste jaar (14e plaats) werd hij twee keer vijfde en twee keer zevende met zijn Spaanse broodheer. Villarreal en hij wonnen in 2020/21 de Europa League. Hij speelde dat toernooi elf wedstrijden, maar miste de finale vanwege een hamstringblessure. Die hield hem tot half oktober 2021 aan de kant. Na de winst in de Europa League, mocht Chukwueze in 2021/22 met Villarreal in de UEFA Champions League uitkomen. Hierin bereikten zijn ploeggenoten en hij dat jaar de halve finale. Chukwueze maakte in de tweede kwartfinale in de 88e minuut 1–1 uit bij Bayern München. Na de 1–0 thuis een week eerder, ging Villarreal door dit doelpunt naar de volgende ronde.
Chukwueze verruilde Villarreal in juli 2023 voor AC Milan. Dat betaalde 20 miljoen euro voor hem aan de Spaanse club.

## Clubstatistieken
| Seizoen     | Club          | Competitie       | Competitie | Competitie | Beker | Beker | Internationaal | Internationaal | Totaal | Totaal |
| Seizoen     | Club          | Competitie       | Wed.       | Dlp.       | Wed.  | Dlp.  | Wed.           | Dlp.           | Wed.   | Dlp.   |
| ----------- | ------------- | ---------------- | ---------- | ---------- | ----- | ----- | -------------- | -------------- | ------ | ------ |
| 2018/19     | Villarreal CF | Primera División | 26         | 5          | 3     | 2     | 9              | 1              | 38     | 8      |
| 2019/20     | Villarreal CF | Primera División | 37         | 3          | 4     | 1     | –              | –              | 41     | 4      |
| 2020/21     | Villarreal CF | Primera División | 28         | 4          | 1     | 0     | 11             | 1              | 40     | 5      |
| 2021/22     | Villarreal CF | Primera División | 27         | 3          | 2     | 2     | 9              | 2              | 38     | 7      |
| 2022/23     | Villarreal CF | Primera División | 37         | 6          | 4     | 4     | 9              | 3              | 50     | 13     |
| Club totaal | Club totaal   | Club totaal      | 155        | 21         | 14    | 9     | 38             | 7              | 207    | 37     |
| 2023/24     | AC Milan      | Serie A          | 0          | 0          | 0     | 0     | 0              | 0              | 0      | 0      |
| Club totaal | Club totaal   | Club totaal      | 0          | 0          | 0     | 0     | 0              | 0              | 0      | 0      |

Bijgewerkt t/m 27 juli 2023

## Interlandcarrière
Chukwueze won met Nigeria –17 het WK –17 van 2015. Nadat hij het in het eerste groepsduel nog met een invalbeurt moest doen, speelde hij de rest van het toernooi iedere wedstrijd van begin tot einde. Daarbij scoorde hij in de groepsfase tegen Chili –17 (twee keer) en in de achtste finale tegen Australië –17. Hij leverde dat WK ook vier assists, waaronder degene waaruit Funsho Bamgboye in de finale 0–2 kon maken tegen Mali –17.
Chukwueze debuteerde op 20 november 2018 in het Nigeriaans voetbalelftal, in een oefeninterland tegen Oeganda. Zeven maanden later nam bondscoach Gernot Rohr hem ook mee naar het Afrikaans kampioenschap 2019. Hierop maakte hij in de met 2–1 gewonnen kwartfinale tegen Zuid-Afrika de 1–0, zijn eerste interlanddoelpunt. Chukwueze en Nigeria eindigden het toernooi op de derde plaats. Bondscoach Augustine Eguavoen nam Chukwueze ook mee naar het Afrikaans kampioenschap 2021. Hierop scoorde hij in de groepsfase tegen Soedan. De achtste finale was deze keer het eindpunt.

## Erelijst
| Competitie         |            |            |            |            |
| Competitie         | Aantal     | Jaren      |            |            |
| Villarreal         | Villarreal | Villarreal | Villarreal | Villarreal |
| ------------------ | ---------- | ---------- | ---------- | ---------- |
| UEFA Europa League | 1x         | 2020/21    |            |            |
| Nigeria –17        |            |            |            |            |
| FIFA WK onder 17   | 1x         | 2015       |            |            |